# 中国人民解放軍空軍空降兵
中国人民解放軍空軍空降兵（ちゅうごくじんみんかいほうぐんくうぐんくうこうへい、 中国語: 中国人民解放军空降兵军、英語: People's Liberation Army Air Force Airborne Corps）は、中国人民解放軍空軍に所属する空挺部隊。30,000人もの規模を持ち、湖北省孝感市に基地を持つ。

## 歴史
- 1940年代 - 第2野戦軍の空挺兵第15軍が陸軍部隊として設立される。
- 1950年 - 中国人民解放軍陸戦第一旅団として、空軍指揮下になる。
- 1961年 - 中国人民解放軍空降兵第15軍となり、 河南省開封市に基地を置く。

## 編成
- 空降兵第127旅団
- 空降兵第128旅団
- 空降兵第130旅団
- 空降兵第131旅団
- 空降兵第133旅団
- 空降兵第134旅団
- 特殊作戦旅団
- 支援旅団
- 運輸航空兵旅団

## 装備
火器
- 95式小銃
- 03式小銃
- 191式小銃
- QJB-201
- QJY-201
- QJZ-171

火砲
- 84式迫撃砲
- 85式迫撃砲

対戦車ミサイル
- HJ-8

車両
- 15式軽戦車[1]
- 03式空挺歩兵戦闘車
- BJ212
- BJ2022

航空機
- Y-7
- Y-8
- Y-9
- Y-20
- Z-8
- Z-9
- Z-10
- Mi-171

電子機器
- GPS
- 暗視ゴーグル